# Schienenbienen
Die Schienenbienen sind eine Gruppe von Bienen aus der Familie der Halictidae. Nach der aktuellen Systematik zählen die Schienenbienen zur Gattung Pseudapis. Aus Mitteleuropa sind nur zwei Arten von Schienenbienen bekannt.

## Merkmale
Die einheimischen Schienenbienen sind 8 bis 10 mm lang, schwarz, mit deutlichen weißen Hinterleibsbinden. Die Schuppen an der Flügelbasis (Tegulae) sind auffallend groß. Die Männchen haben verdickte Hinterschenkel und Fortsätze an den Tibien, daher der deutsche Name.

## Lebensweise
Die Schienenbienen leben solitär, teilweise in Aggregationen. Die Weibchen graben Nester im vegetationsarmen Boden. Es wird eine Generation im Jahr gebildet. In den Nestern sind Brutzellen in Gruppen, ihre Innenseiten sind mit einem wasserabweisenden Überzug beschichtet. Alte Brutzellen werden häufig wieder benutzt. Die Weibchen sammeln Pollen von verschiedenen Pflanzenarten (sind also polylectisch).
Als Kuckucksbienen (Brutparasiten) sind verschiedene Kurzhornbienen bekannt.

## Systematik
Die Schienenbienen zählen zur Unterfamilie Nomiinae. Diese enthält nach Michener folgende Gattungen (Anzahl der Arten in Klammern): Dieunomia (9), Halictonomia (10), Lipotriches (278), Melittidia (19), Nomia (111), Pseudapis (73), Ptilonomia (3), Reepenia (3), Spatunomia (2), Sphegocephala (6), Steganiomus (7).
Von verschiedenen Autoren wird jedoch die Zugehörigkeit der Schienenbienen in unterschiedliche Gattungen, je nach Gattungskonzept, angegeben: Pseudapis, Nomia von anderen Autoren wird die Zugehörigkeit als ungeklärt betrachtet, weil die Gattungskonzepte unklar sind. Michener (2007) betrachtet Nomiapis als Synonym von Pseudapis.
Nach Baker (2002) gehören diese Bienen in die Gattung Nomiapis, die in der Palaearktis verbreitet ist und zu der eine weit verbreitete Art in Nordafrika und eine weitere in Südindien zählt.
Da die Gattungskozepte unterschiedlich sind enthalten die Gattungen unterschiedlich viele Arten und haben unterschiedliche Gesamtverbreitung. Baker listet 15 Arten der Gattung Nomiapis auf. Die weltweit verbreitete Großgattung Nomia enthält (incl. Pseudapis und Nomiapis) über 180 Arten.

## Mitteleuropäische Arten
- Pseudapis diversipes (= Syn. Nomia diversipes, Nomiapis diversipes). In Österreich in Niederösterreich und Burgenland, in der Schweiz im Wallis.[3]
- Pseudapis femoralis (= Syn. Nomia femoralis, Nomiapis femoralis). Historisch in Österreich und Deutschland, jedoch inzwischen verschollen.[3][6]